# Николай Стойков
Николай Иванов Стойков е български композитор и педагог, професор в Академията за музикално, танцово и изобразително изкуство в Пловдив.

## Биография
Завършва класа по композиция на проф. Панчо Владигеров в Държавната музикална академия в София. След дипломирането си специализира композиция и теория на музиката в Московската консерватория при такива творци като Дмитрий Шостакович, Тихон Хреников и Юрий Холопов.
След своето завръщане започва активна преподавателска дейност в Академията за музикално и танцово изкуство в Пловдив, където от 1976 година е доцент, а от 1987 – професор.
През 1972 година се включва при създаването на специалността „Народни инструменти и народно пеене“, а впоследствие и на специалността „Дирижиране на народни състави“. Заедно с това, съвместно с Кирил Дженев е един от създателите на ансамбъл „Тракия“.

## Творчество
Като композитор Николай Стойков твори активно в областта на камерната, хоровата, сценичната музика, както и в обработката на български автентичен фолклор. Много негови произведения са записани на грамофонни плочи, аудиокасети и компактдискове. Голяма част от творчеството му е издадено от Държавно издателство „Музика“. Автор е и на 15 пособия за обучението на студентите от фолклорните специалности в Академията. С педагогическата си дейност е допринесъл за духовното израстване на над 25 випуска народни инструменталисти, диригенти и педагози. Оказал е незаменима помощ в развитието на двете фолклорни музикални училища в Широка лъка и Котел.
Бил е избиран на високи академични постове – заместник-ректор и декан на факултет „Музикален фолклор, хореография и изобразителни изкуства".

## Награди
Николай Стойков е почетен гражданин на гр. Пловдив, носител на редица български и международни награди, между които трикратно орден „Кирил и Методий“, двукратно наградата „Пловдив“, академичната награда „Медения чан“ и други.

## Произведения[1]

### Симфонични

#### Парафрази
- №1 „Бързата“ (1997)
- №2 „Надсвирване“ за 2 саксофона и орк. (1998)
- №3 „Капричиозо“ за флейта, виолончело и орк. (1998)
- №4 (1999)
- №5 (2002)
- Концерт за пиано и орк. (1990).

### Камерна музика
- „Дитирамби“ за ударни инструменти (1979)
- „Трио-серенада“ за кларинет, пиано и ударни (1982)

### Сонати

#### За цигулка и пиано
- №1 (1974)
- №2 (1997)

#### Други
- за флейта и пиано (1975 – 1976)
- за 2 виолончели (1978 – 1981)
- за кларинет и пиано (1983)
- за соло виолончело (1990)
- за арфа и пиано (1995)
- „Книга за изпълнителя“ – пиеси за соло инструменти в 2 тома (1972 – 1990)

### За пиано
- „Прелюдии“ – 2 тетрадки за пиано (1980 – 1990)
- „Старият албум“ за 2 пиана (1982 – 1987)
- „Български танци“ – 3 тетрадки за пиано на 4 ръце (1990, 1992, 1993) и др.

### Хорова музика
- „Щурче свирче“
- песни за детски хор (1969 – 1990)
- „Ала-бала-ница“
- дивертименто №1 за детски хор и ударни (1978)

## Участия
- 47-ото издание на „Международния фестивал на камерната музика“, Пловдив – 2011 г. Авторски концерт на проф. Николай Стойков.[2]
- 52-рото издание на „Международния фестивал на камерната музика“, Пловдив – 2016 г. Авторски юбилеен концерт на проф. Николай Стойков[3] по случай 80-а годишнина на маестрото.[4]

## Книги
- „Пред огледалото“. Пловдив: Жанет 45, 2007, ISBN 978-954-491-311-3[5]
- „Без ноти“. Пловдив: Жанет 45, 2010, ISBN 978-954-491-627-5[6]
- „Al niente“. Пловдив: Жанет 45, 2012, ISBN 978-954-491-784-5
- „Appasionato“. Пловдив: Жанет 45, 2013, ISBN 978-954-491-931-3

## Награди
- Орден „Св. св. Кирил и Методий“ I степен
- Орден „Св. св. Кирил и Методий“ II степен
- Орден „Св. св. Кирил и Методий“ III степен
- Награда Пловдив[7]
- Почетен знак на Пловдив[8]
- Звание Академик на БАНИ[9]
- Почтен гражданин на гр. Пловдив[10]
- Почетно звание и златен плакет „Следовник на народните будители“[11]